# محاصره الشغور
محاصره شغور (انگلیسی: Siege of al-Shughur) در اوت ۱۱۸۸ میان نیروهای ایوبیان به رهبری صلاح‌الدین ایوبی و نیروهای شاهزاده‌نشین انطاکیه در نزدیکی جسرالشغور امروزی به وقوع پیوست که در نهایت با پیروزی صلاح‌الدین و تصرف دژهای آن ناحیه به پایان رسید.